# Mapa de altura

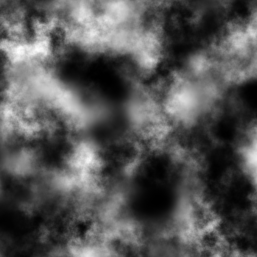
Um mapa de altura gerado com o programa Terragen

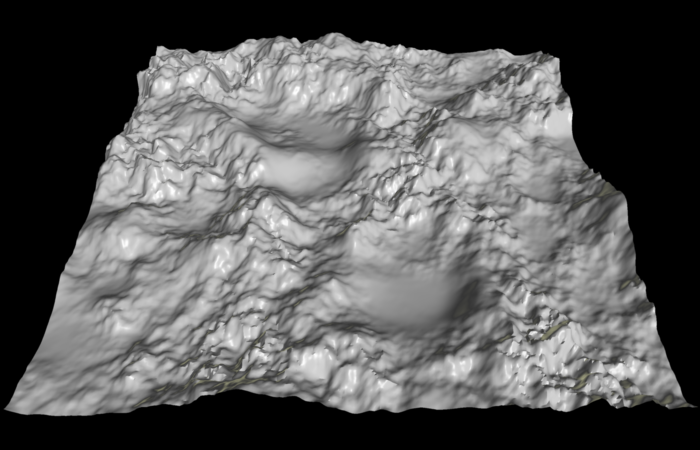
O mesmo mapa de altura convertido em uma malha poligonal e renderizada com o programa Anim8or

Na área da computação gráfica um mapa de altura (em inglês: heightmap ou heightfield) é uma imagem bidimensional utilizada para armazenar valores relativos à elevação de uma superfície, para a exibição como gráficos tridimensionais.
A imagem que armazena um mapa de altura possui apenas um canal o qual é interpretado como a distância de um determinado ponto até o chão. Geralmente as imagens apresentam-se em escala de cinza, onde o preto representa a menor e o branco a maior altitude possível.
Junto com o mapa de altura pode ser utilizado um algoritmo de bump mapping para calcular as sombras dinâmicas sobre um polígono simulando, assim, pequenas imperfeições sobre a superfície; com o algoritmo displacement mapping para modificar a posição geométrica dos pontos sobre uma superfície texturizada ou na geração de um terreno onde o a partir do mapa de altura é gerada uma malha poligonal.

## Uso
Mapas de altura são amplamente utilizados em sistemas de informação geográfica, na renderização de terrenos em geral e nos Video games modernos. Eles são a maneira ideal de armazenar um terreno de acordo com a sua elevação. E se comparado às comuns malhas poligonais o espaço requerido para armazenar tal informação geralmente é inferior.

## Mapas de altura em video games
Muitos jogos eletrônicos em 3D usam mapas de altura para renderizar seus cenários que são combinados com texturas para gerar paisagens realistas. O jogo Comanche foi um dos primeiros a usar técnicas de heightmap para gerar seus cenários, os jogos da série Battlefield utilizam heightmaps gerados pelo software Terragen. O jogo Far Cry possui um editor de cenários que pode importar imagens de heightmap assim como em Neverwinter Nights 2. Crashday é um jogo de corrida que também usa a técnica. Também é usado largamente em muitos jogos de MMORPG como World of Warcraft, Everquest 2, Lineage 2, Lord of the Rings Online, Warhammer Online entre outros.